# Alojzy Liechtenstein (regent)
Alojzy Liechtenstein (niem. Alois Philipp Maria; ur. 11 czerwca 1968 w Zurychu) – książę dziedziczny (następca tronu) Liechtensteinu, hrabia Rietbergu. Jest najstarszym synem księcia Liechtensteinu, Jana Adama II, oraz jego żony, Marii Kinsky von Wchinitz und Tettau.
15 sierpnia 2004 roku jego ojciec oddał mu rzeczywistą władzę w państwie mianując go koregentem, jednak formalnie nadal Jan Adam II jest głową państwa.
W 1993 roku ożenił się z Zofią Bawarską. Ma z nią czworo dzieci – Józefa Wacława (ur. 1995), Marię Karolinę (ur. 1996), Jerzego (ur. 1999) i Mikołaja (ur. 2000).

## Życiorys
Urodził się 11 czerwca 1968 roku w Zurychu jako pierworodny syn księcia Liechtensteinu, Jana Adama II, oraz jego żony Marii Kinsky von Wchinitz und Tettau. Otrzymał imiona Alojzy Filip Maria (niem. Alois Philipp Maria). Swoje pierwsze imię otrzymał po swoim pradziadku Alojzym Liechtensteinie. Imię to nosili również dwaj książęta Liechtensteinu – Alojzy I (1759-1805) i Alojzy II (1796-1858).
Podobnie jak jego ojciec pierwsze lata życia spędził w Liechtensteinie, gdzie uczęszczał do szkoły podstawowej, a następnie gimnazjum, w którym zdał maturę z historii literatury w 1987 roku. Po ukończeniu szkoły średniej trafił do Royal Military Academy w Sandhurst w Wielkiej Brytanii, gdzie uzyskał stopień podporucznika (ang. Second Lieutenant). Odbył również służbę wojskową w Armii Brytyjskiej w Hongkongu i Londynie. W 1988 rozpoczął studia prawnicze na Uniwersytecie Salzburskim, które ukończył zdobywając tytuł magistra w 1993 roku.
W latach 1993–1996 pracował w londyńskiej firmie jako księgowy, po czym powrócił do ojczyzny, zamieszkał wraz z rodziną na zamku w Vaduz i od tamtej pory zajmował się książęcym majątkiem. Jako książę dziedzic (niem. Erbprinz) aktywnie uczestniczył w życiu politycznym m.in. uczestnicząc w międzynarodowych dyskusjach i debatach czy wnosząc wraz z ojcem propozycje zmian w Konstytucji w 2002 roku, które zostały przyjęte w referendum z 2003 roku.
15 sierpnia 2004 roku jego ojciec oddał mu rzeczywistą władzę w państwie mianując go koregentem, jednak formalnie nadal Jan Adam II jest głową państwa.
W lutym 2022 roku udzielił wywiadu dla Radia Liechtenstein, w którym otwarcie potępił inwazję Rosji na Ukrainę, mówiąc, że jest to „niedopuszczalne naruszenie prawa międzynarodowego”.

## Małżeństwo i potomstwo
3 lipca 1993 roku ożenił się z Zofią Bawarską, z którą ma czworo dzieci:
- Józef Wacław (niem. Joseph Wenzel Maximilian Maria; ur. 24 maja 1995 w Londynie).
- Maria Karolina (niem. Marie-Caroline Elisabeth Immaculata; ur. 17 października 1996 w Grabs).
- Jerzy (niem. Georg Antonius Constantin Maria; ur. 20 kwietnia 1999 w Grabs).
- Mikołaj (niem. Nikolaus Sebastian Alexander Maria; ur. 6 grudnia 2000 w Grabs).

## Genealogia
| Prapradziadkowie                                               | książę Alfred Liechtenstein (1842–1907) ∞1865 Henriette Liechtenstein (1843–1931)                   | arcyksiążę Karol Ludwik Habsburg (1833-1896) ∞1873 Maria Annunziata Portugalska (1855-1944)         | hrabia Józef von Wilczek (1861–1929) ∞1884 Elżbieta Kinsky von Wchinitz und Tettau (1865–1941)       | hrabia Zdenko Kinsky von Wchinitz und Tettau (1844–1932) ∞1877 Georgine Festetics von Tolna (1856–1934) | książę Ferdynand Bonaventura Kinsky von Wchinitz und Tettau (1834–1904) ∞1856 Maria Liechtenstein (1835–1905)     | Adolf Carl Daniel von Auersperg (1821–1885) ∞1857 Joanna Festetics von Tolna (1830–1884)                          | hrabia Jan von Ledebur-Wicheln (1842–1903) ∞1868 Karolina Czernin von und zu Chudenitz (1847–1907)                | hrabia Henryk Larisch von Moennich (1850–1918) ∞1871 Henriette Larisch von Mönnich (1853–1916)                    |
| Pradziadkowie                                                  | książę Alojzy Liechtenstein (1869-1955) ∞ 1903 Elżbieta Amalia Habsburg (1878-1960)                 | książę Alojzy Liechtenstein (1869-1955) ∞ 1903 Elżbieta Amalia Habsburg (1878-1960)                 | hrabia Ferdynand von Wilczek (1893–1977) ∞1921 Norbertyna Kinsky von Wchinitz und Tettau (1888–1923) | hrabia Ferdynand von Wilczek (1893–1977) ∞1921 Norbertyna Kinsky von Wchinitz und Tettau (1888–1923)    | hrabia Ferdynand Kinsky von Wchinitz und Tettau (1866–1916) ∞1892 Aglaë Franziska von Auersperg (1868–1919)       | hrabia Ferdynand Kinsky von Wchinitz und Tettau (1866–1916) ∞1892 Aglaë Franziska von Auersperg (1868–1919)       | hrabia Eugen von Ledebur-Wicheln (1873–1945) ∞1910 Eleonora Larisch von Moennich (1888–1975)                      | hrabia Eugen von Ledebur-Wicheln (1873–1945) ∞1910 Eleonora Larisch von Moennich (1888–1975)                      |
| Dziadkowie                                                     | książę Liechtenstein Franciszek Józef II (1906-1989) ∞1943 Georgina von Wilczek (1921-1989)         | książę Liechtenstein Franciszek Józef II (1906-1989) ∞1943 Georgina von Wilczek (1921-1989)         | książę Liechtenstein Franciszek Józef II (1906-1989) ∞1943 Georgina von Wilczek (1921-1989)          | książę Liechtenstein Franciszek Józef II (1906-1989) ∞1943 Georgina von Wilczek (1921-1989)             | hrabia Ferdynand Karol Kinsky von Wchinitz und Tettau (1907–1969) ∞1933 Henriette von Ledebur-Wicheln (1910–2002) | hrabia Ferdynand Karol Kinsky von Wchinitz und Tettau (1907–1969) ∞1933 Henriette von Ledebur-Wicheln (1910–2002) | hrabia Ferdynand Karol Kinsky von Wchinitz und Tettau (1907–1969) ∞1933 Henriette von Ledebur-Wicheln (1910–2002) | hrabia Ferdynand Karol Kinsky von Wchinitz und Tettau (1907–1969) ∞1933 Henriette von Ledebur-Wicheln (1910–2002) |
| Rodzice                                                        | książę Liechtenstein Jan Adam II (ur. 1945) ∞ 1967 Marie Kinsky von Wchinitz und Tettau (1940–2021) | książę Liechtenstein Jan Adam II (ur. 1945) ∞ 1967 Marie Kinsky von Wchinitz und Tettau (1940–2021) | książę Liechtenstein Jan Adam II (ur. 1945) ∞ 1967 Marie Kinsky von Wchinitz und Tettau (1940–2021)  | książę Liechtenstein Jan Adam II (ur. 1945) ∞ 1967 Marie Kinsky von Wchinitz und Tettau (1940–2021)     | książę Liechtenstein Jan Adam II (ur. 1945) ∞ 1967 Marie Kinsky von Wchinitz und Tettau (1940–2021)               | książę Liechtenstein Jan Adam II (ur. 1945) ∞ 1967 Marie Kinsky von Wchinitz und Tettau (1940–2021)               | książę Liechtenstein Jan Adam II (ur. 1945) ∞ 1967 Marie Kinsky von Wchinitz und Tettau (1940–2021)               | książę Liechtenstein Jan Adam II (ur. 1945) ∞ 1967 Marie Kinsky von Wchinitz und Tettau (1940–2021)               |
| Alojzy Liechtenstien (ur. 1968), regent Księstwa Liechtenstein | | | | | | | | |

## Odznaczenia
- Wielka Złota Odznaka Honorowa na Wstędze Odznaki Honorowej za Zasługi dla Republiki Austrii (2018)[6]